# Egbert Hirschfelder
Egbert Christoph Hirschfelder (ur. 13 lipca 1942 w Berlinie, zm. 31 maja 2022 tamże) – niemiecki wioślarz reprezentujący Wspólną Reprezentację Niemiec i RFN, dwukrotny mistrz olimpijski.

## Kariera sportowa
W latach 1956-1964 sportowcy RFN i NRD startowali pod jedną flagą jako Wspólna Reprezentacja Niemiec. Na igrzyskach olimpijskich w Tokio w 1964 Niemcy w składzie: Peter Neusel, Bernhard Britting, Joachim Werner, Egbert Hirschfelder i Jürgen Oelke (sternik) zdobyli złoty medal w czwórkach ze sternikiem. W finale o 2,40 sekundy wyprzedzili Włochów i 6,02 sekundy Holendrów. Na rozgrywanych cztery lata później igrzyskach olimpijskich w Meksyku startował w ósemkach. Osada RFN w składzie: Horst Meyer, Dirk Schreyer, Rüdiger Henning, Wolfgang Hottenrott, Lutz Ulbricht, Egbert Hirschfelder, Jörg Siebert, Niko Ott i Gunther Tiersch zwyciężyła w finale, pokonując o 0,98 sekundy osadę Australii i o 2,11 sekundy osadę ZSRR.
Na mistrzostwach Europy w Kopenhadze (1963) zdobył złoty medal w czwórkach ze sternikiem, a na mistrzostwach Europy w Amsterdamie (1964) w tej samej konkurencji był drugi. Ponadto zwyciężył w ósemkach na mistrzostwach Europy w Vichy (1967). 
Podczas ceremonii otwarcia igrzysk olimpijskich w Monachium w 1972 zachodnioniemiecka ósemka wniosła flagę olimpijską na Olympiastadion München.
W 1968 został odznaczony Srebrnym Liściem Laurowym, najwyższym sportowym odznaczeniem państwowym.